# 袁雯
袁雯（1965年1月—），女，汉族，江苏常州人，中华人民共和国政治人物。现任上海师范大学校长，致公党中央委员。第十三、十四届全国政协委员。